# Бишкиль (станция)
Бишки́ль (до 1895 года — Медведево — по названию соседнего села) — железнодорожная станция Челябинского региона ЮУЖД. Расположена на территории одноимённого посёлка в Чебаркульском районе Челябинской области на расстоянии 56 км от Челябинска.

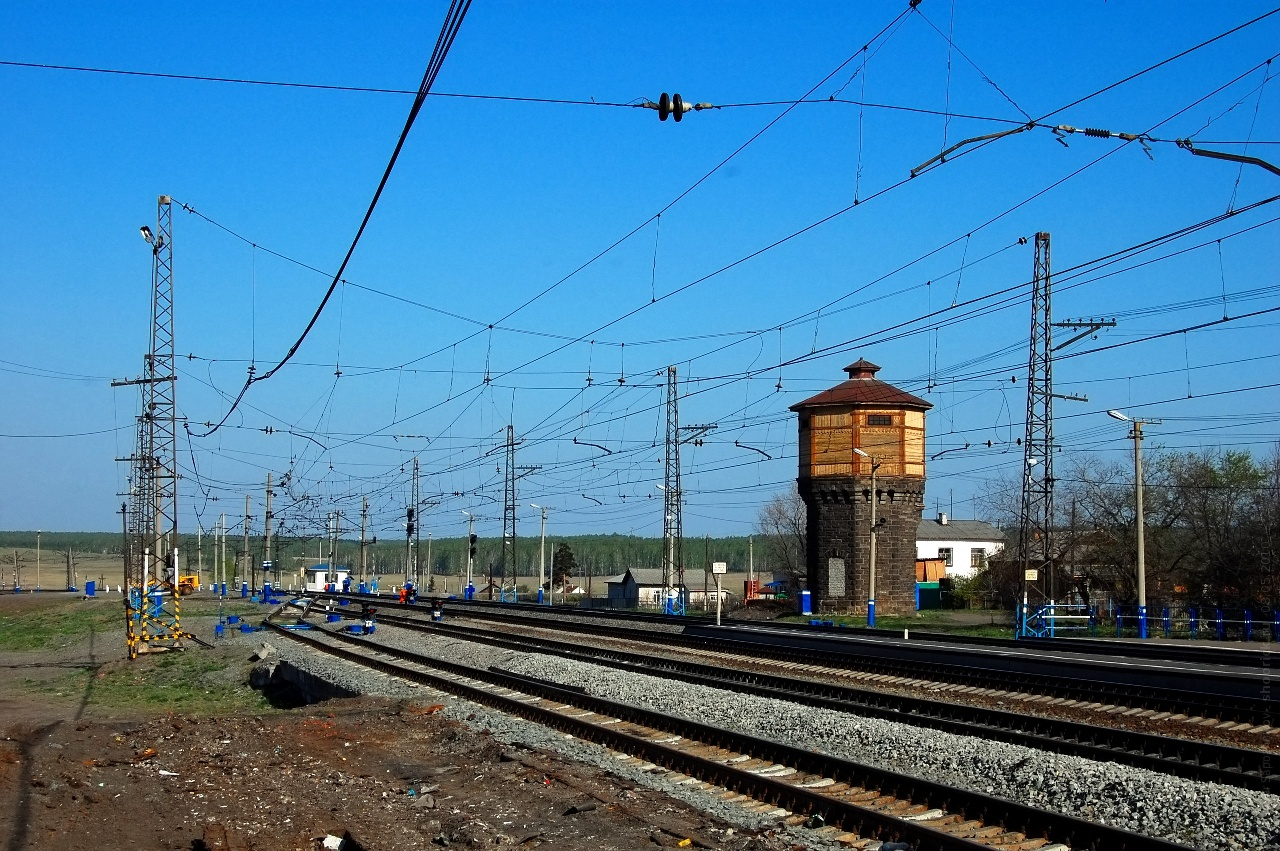
Нечётная (восточная) горловина станции

 В восточной части станции железнодорожные пути в одном уровне пересекаются с автодорогой 75К-271 Бишкиль — Варламово. Переезд оборудован световой и звуковой сигнализацией, автоматическими шлагбаумами и барьерами.

## История
Станция открыта в 1892 году при продлении Самаро-Златоустовской железной дороги до Челябинска. Через станцию проходит исторический ход Транссибирской магистрали. Через станцию осуществлялось  сообщение с Кочкарскими золотыми приисками до открытия движения по линии Полетаево I — Троицк в 1912 году. В начале 1930-х при станции действовала небольшая фабрика Уралгортреста по производству минеральной краски (охры) на местном сырье производительностью 500 т в год.

## Пассажирское сообщение
Пассажирские перевозки осуществляются пригородными электропоездами, связывающими Челябинск с Чебаркулём, Миассом и Златоустом. На станции не останавливается ни один поезд дальнего следования, также мимо проезжает и пригородный экспресс Челябинск — Миасс. Все дальние перевозки осуществляются через станции Чебаркуль и Миасс I.